# Krešimir Crnković
Pour les articles homonymes, voir Crnković.
 Krešimir Crnković, né le 4 janvier 1995 à Rijeka, est un biathlète et fondeur croate.

## Carrière

### Biathlon
Basé à Brod Moravice, Crnković fait partie de l'équipe nationale de biathlon depuis 2012, où il prend part aux Championnats du monde junior.
En décembre 2014, il fait ses débuts dans la Coupe du monde à Hochfilzen. Il marque ses premiers points lors de la saison 2016-2017 au sprint d'Oberhof (37e). Il a aussi participé aux Championnats du monde en 2016, 2017, 2020 et 2021, obtenant comme meilleur résultat une 61e place sur le sprint en 2021 à Pokljuka.

### Ski de fond
Il court les Jeux olympiques de la jeunesse d'hiver de 2012 à Innsbruck pour sa première compétition internationale de ski de fond. Chez les séniors, il est appelé pour les Championnats du monde 2017, où il est 81e du sprint.
En 2018, il est sélectionné pour les Jeux olympiques de Pyeongchang, en ski de fond, où il est 47e au 15 km libre et 53e au skiathlon, discipline dont il a très peu d'experience.

## Palmarès en ski de fond

### Jeux olympiques
| Épreuve / Édition                | 15 km libre | Skiathlon |
| Jeux olympiques 2018 Pyeongchang | 47e         | 53e       |

### Championnats du monde
| Épreuve / Édition        | Sprint libre                     | Sprint classique                 | 15 km libre                      | Sprint par équipes |
| Mondiaux 2017 Lahti      | 81e                              | Épreuve inexistante à cette date | Épreuve inexistante à cette date | -                  |
| Mondiaux 2021 Oberstdorf | Épreuve inexistante à cette date | 88e                              | 58e                              | 24e                |

## Palmarès en biathlon

### Championnats du monde
| Édition / Épreuve       | Individuel | Sprint | Poursuite | Mass start | Relais | Relais mixte | Relais mixte simple              |
| ----------------------- | ---------- | ------ | --------- | ---------- | ------ | ------------ | -------------------------------- |
| Oslo 2016               | —          | 83e    | —         | —          | —      | —            | Épreuve inexistante à cette date |
| Hochfilzen 2017         | 96e        | 83e    | —         | —          | —      | —            | Épreuve inexistante à cette date |
| Antholz-Anterselva 2020 | 76e        | 83e    | —         | —          | —      | —            | 28e                              |
| Pokljuka 2021           | 92e        | 61e    | —         | —          | —      | —            | 28e                              |
| Oberhof 2023            | 75e        | 75e    | —         | —          | —      | —            | 26e                              |
| Nové Město 2024         | 71e        | 81e    | —         | —          | —      | —            | 25e                              |
| Lenzerheide 2025        | 44e        | 75e    | —         | —          | —      | —            | 25e                              |

### Coupe du monde
- Meilleur classement général : 102e en 2017.
- Meilleur résultat individuel : 37e.

#### Classements en Coupe du monde
| Année     | Classement général final | Sprint | Poursuite | Individuel | Mass start |
| 2016-2017 | 102e                     | 85e    | -         | -          | -          |